# Federazione nazionale degli ordini delle professioni infermieristiche
La Federazione Nazionale degli Ordini delle Professioni Infermieristiche (acronimo: FNOPI) è un ente pubblico non economico che raccoglie tutti gli ordini professionali degli infermieri e degli infermieri pediatrici delle province della Repubblica Italiana.
Fino al 2018 gli infermieri, gli assistenti sanitari e gli infermieri pediatrici erano raccolti nella Federazione Nazionale dei Collegi IPASVI (acronimo di Infermieri Professionali, Assistenti Sanitari e Vigilatrici d'Infanzia).

## Storia

### Istituzione e nascita dei collegi IPASVI
Nel 1954 con la Legge del 29 ottobre n. 1049 “Istituzione dei Collegi delle infermiere professionali, delle assistenti sanitarie visitatrici e delle vigilatrici d'infanzia” si ha l'istituzione in ogni provincia dei Collegi IPASVI; la Federazione Nazionale dei Collegi IPASVI diverrà operativa però dall'anno successivo. L'istituzione di questo ente determinò l'obbligo di iscrizione agli albi professionali da parte dei professionisti esercenti.

### Primo congresso nazionale IPASVI
Nel 1965 la Federazione dei collegi IPASVI indisse il primo congresso nazionale a Roma, vi fu una massiccia partecipazione delle autorità civili, religiose, e militari. Il discorso di apertura del congresso fu tenuto all'allora presidente Laura Stermini Gaviglio, che sottolineo, tutte le difficoltà in cui la professione infermieristica si doveva confrontare: mancanza di scuole statali, formazione, inquadramento contrattuale. Concluse il suo discorso con l'affermazione di essere ormai in tempi "maturi per il raggiungimento di un sistema di sicurezza sociale".
In seguito la Federazione organizzerà indicativamente ogni triennio un congresso nazionale. L'ultimo si è svolto a Roma nei giorni dal 5 al 7 marzo 2015.

### Istituzione dell'ordine e primo congresso nazionale FNOPI
(Barbara Mangiacavalli nella relazione introduttiva al primo congresso nazionale FNOPI)
Dal 15 febbraio con l'entrata in vigore della legge Lorenzin 3/2018 viene istituita la Federazione Nazionale degli Ordini delle Professioni Infermieristiche (FNOPI). Il primo congresso nazionale del neonato ordine si è svolto nell’Auditorium Parco della Musica di Roma dal 5 al 7 marzo 2018.
Gli assistenti sanitari a seguito della riforma sono stati scorporati e raccolti nella Federazione nazionale Ordini dei Tecnici sanitari di radiologia medica e delle professioni sanitarie tecniche, della riabilitazione e della prevenzione.

### Iscritti IPASVI/FNOPI dal 1956[5]
| Anno | Iscritti |  | Anno | Iscritti |  | Anno | Iscritti |  | Anno | Iscritti |  | Anno | Iscritti |  | Anno | Iscritti |  | Anno | Iscritti |
| ---- | -------- |  | ---- | -------- |  | ---- | -------- |  | ---- | -------- |  | ---- | -------- |  | ---- | -------- |  | ---- | -------- |
| 1956 | 23.720   |  | 1966 | 30.207   |  | 1976 | 71.817   |  | 1986 | 148.155  |  | 1996 | 303.740  |  | 2006 | 357.584  |  | 2016 | 437.679  |
| 1957 | 23.758   |  | 1967 | 31.711   |  | 1977 | 73.524   |  | 1987 | 158.887  |  | 1997 | 311.775  |  | 2007 | 360.874  |  | 2017 | 438.744  |
| 1958 | 23.509   |  | 1968 | 33.045   |  | 1978 | 77.615   |  | 1988 | 170.118  |  | 1998 | 318.263  |  | 2008 | 370.641  |  | 2018 | 445.173  |
| 1959 | 24.586   |  | 1969 | 34.530   |  | 1979 | 75.566   |  | 1989 | 166.204  |  | 1999 | 319.277  |  | 2009 | 379.522  |  | 2019 | 449.553  |
| 1960 | 25.408   |  | 1970 | 37.259   |  | 1980 | 83.277   |  | 1990 | 183.734  |  | 2000 | 319.123  |  | 2010 | 388.557  |  | 2020 | 454.576  |
| 1961 | 26.352   |  | 1971 | 39.308   |  | 1981 | 95.131   |  | 1991 | 196.569  |  | 2001 | 322.074  |  | 2011 | 398.007  |  |      |          |
| 1962 | 27.393   |  | 1972 | 42.248   |  | 1982 | 111.868  |  | 1992 | 215.054  |  | 2002 | 326.140  |  | 2012 | 406.306  |  |      |          |
| 1963 | 27.635   |  | 1973 | 48.512   |  | 1983 | 116.504  |  | 1993 | 240.280  |  | 2003 | 331.699  |  | 2013 | 415.691  |  |      |          |
| 1964 | 28.159   |  | 1974 | 58.038   |  | 1984 | 128.036  |  | 1994 | 263.246  |  | 2004 | 338.245  |  | 2014 | 423.843  |  |      |          |
| 1965 | 29.487   |  | 1975 | 67.973   |  | 1985 | 137.449  |  | 1995 | 286.386  |  | 2005 | 342.273  |  | 2015 | 423.397  |  |      |          |

### Presidenti e vicepresidenti
|    | Federazione | Durata mandato | Presidente (circoscrizione di appartenenza) | Vicepresidente (circoscrizione di appartenenza) |
| -- | ----------- | -------------- | ------------------------------------------- | ----------------------------------------------- |
| 1  | IPASVI      | 1956-1958      | Giuliana Colombi (Roma)                     |                                                 |
| 2  | IPASVI      | 1958-1961      | Laura Sterbini Gaviglio (Roma)              | Ines Ubaldi (Parma)                             |
| 3  | IPASVI      | 1961-1964      | Laura Sterbini Gaviglio (Roma)              | Angela Merlo (Roma)                             |
| 4  | IPASVI      | 1964-1967      | Laura Sterbini Gaviglio (Roma)              | Angela Merlo (Roma)                             |
| 5  | IPASVI      | 1967-1970      | Luciana Demanega (Roma)                     | Angela Merlo (Roma)                             |
| 6  | IPASVI      | 1970-1973      | Luciana Demanega (Roma)                     | Angela Merlo (Roma)                             |
| 7  | IPASVI      | 1973-1976      | Luciana Demanega (Roma)                     | Jole Vulcan (Roma)                              |
| 8  | IPASVI      | 1976-1979      | Luciana Demanega (Roma)                     | Maria Rita Preite (Ferrara)                     |
| 9  | IPASVI      | 1979-1982      | Luciana Demanega (Roma)                     | Maria Rita Preite (Ferrara)                     |
| 10 | IPASVI      | 1982-1985      | Odilia D'Avella (Napoli)                    | Maria Rita Preite (Ferrara)                     |
| 11 | IPASVI      | 1985-1988      | Angela Beatrice Cosseta (Roma)              | Lucia Preiata (Pavia)                           |
| 12 | IPASVI      | 1988-1991      | Odilia D'Avella (Napoli)                    | Paola Ferro (Udine)                             |
| 13 | IPASVI      | 1991-1994      | Odilia D'Avella (Napoli)                    | Anna Poli (Viterbo)                             |
| 14 | IPASVI      | 1994-1997      | Emma Carli (Brescia)                        | Enrico Cavana (Genova)                          |
| 15 | IPASVI      | 1997-2000      | Emma Carli (Brescia)                        | Enrico Cavana (Genova)                          |
| 16 | IPASVI      | 2000-2003      | Annalisa Silvestro (Udine)                  | Gennaro Rocco (Roma)                            |
| 17 | IPASVI      | 2003-2005      | Annalisa Silvestro (Udine)                  | Gennaro Rocco (Roma)                            |
| 18 | IPASVI      | 2006-2009      | Annalisa Silvestro (Udine)                  | Gennaro Rocco (Roma)                            |
| 19 | IPASVI      | 2009-2011      | Annalisa Silvestro (Bologna)                | Gennaro Rocco (Roma)                            |
| 20 | IPASVI      | 2012-2014      | Annalisa Silvestro (Bologna)                | Gennaro Rocco (Roma)                            |
| 21 | IPASVI      | 2015-2018      | Barbara Mangiacavalli (Pavia)               | Maria Adele Schirru (Torino)                    |
| 22 | FNOPI       | 2018-2021      | Barbara Mangiacavalli (Como)                | Ausilia Maria Lucia Pulimeno (Roma)             |
| 23 | FNOPI       | 2021-2024      | Barbara Mangiacavalli (Como)                | Cosimo Cicia (Salerno)                          |

## Funzioni
La Federazione nazionale agisce quale organo sussidiario dello Stato, emana il Codice deontologico e la legge le attribuisce compiti di indirizzo e coordinamento sugli Ordini provinciali.
La Federazione e gli Ordini sono sottoposti alla vigilanza del Ministero della salute.
Sono Organi della Federazione Nazionale:
- Il Presidente
- Il Comitato Centrale
- Il Consiglio Nazionale
- Le Commissioni di Albo (Infermieri e Infermieri pediatrici)
- Il Collegio dei revisori

Il Comitato centrale è l’organo di governo della Federazione; si rinnova ogni 4 anni attraverso un’Assemblea elettorale composta dai Presidenti degli Ordini provinciali.
Gli ordini provinciali (OPI) redigono e conservano l'albo dei professionisti, poiché in Italia vige l'obbligo di iscrizione per ogni infermiere che esercita l'attività in aziende pubbliche o private, o in regime libero professionale.

## Organizzazione sul territorio
Presenti su base provinciale o interprovinciale, gli OPI hanno come organizzazione interna:
- il Consiglio direttivo: è l'organo di governo, si rinnova ogni quadriennio attraverso una consultazione elettorale di tutti gli iscritti. Il numero di componenti del consiglio direttivo varia a seconda del numero degli iscritti. Ogni consiglio direttivo distribuisce al proprio interno le cariche di presidente, vicepresidente, segretario e tesoriere. Il presidente ha la rappresentanza dell'OPI ed è membro di diritto del Consiglio nazionale.[7]
- il Collegio dei revisori dei conti: per ciascun OPI è eletto un Collegio dei revisori dei conti composto da tre membri effettivi e da un supplente. Le attività dei Collegio dei revisori dei conti sono disciplinate anche dal Regolamento di contabilità approvato dal Ministero della Salute.[8]
- la Commissione Albo Infermieri.
- la Commissione Albo Infermieri pediatrici.
- l'Assemblea degli iscritti.

Gli Ordini sono strutturati su base provinciale o interprovinciale, all'interno di ogni Regione. Al momento gli Ordini italiani sono 102, e sono così distribuiti:
ABRUZZO: Chieti, L'Aquila, Pescara, Teramo.
BASILICATA: Matera, Potenza.
CALABRIA: Catanzaro, Cosenza, Crotone, Reggio di Calabria, Vibo Valentia.
CAMPANIA: Avellino, Benevento, Caserta, Napoli, Salerno.
EMILIA ROMAGNA: Bologna, Ferrara, Forli-Cesena, Modena, Parma, Piacenza, Ravenna, Reggio neel'Emilia, Rimini.
FRIULI VENEZIA-GIULIA: Gorizia, Pordenone, Trieste, Udine.
LAZIO: Frosinone, Latina, Rieti, Roma, Viterbo.
LIGURIA: Genova, La Spezia, Imperia, Savona.
LOMBARDIA: Bergamo, Brescia, Como, Cremona, Lecco, Mantova, Milano-Lodi-Monza e Brianza, Pavia, Sondrio, Varese.
MARCHE: Ancona, Ascoli Piceno, Fermo, Macerata, Pesaro-Urbino.
MOLISE: Campobasso, Isernia.
PIEMONTE: Alessandria, Asti, Biella, Cuneo, Novara Verbano Cusio Ossola, Torino, Vercelli.
PUGLIA: Bari, Barletta Andria Trani, Brindisi, Foggia, Lecce, Taranto.
SARDEGNA: Cagliari, Carbonia Iglesias, Nuoro, Oristano, Sassari.
SICILIA: Agrigento, Caltanissetta, Catania, Enna, Messina, Palermo, Ragusa, Siracusa, Trapani.
TOSCANA: Arezzo, Firenze-Pistoia, Grosseto, Livorno, Lucca, Massa Carrara, Pisa, Prato, Siena.
TRENTINO: Bolzano, Trento.
UMBRIA: Perugia, Terni.
VALLE D'AOSTA: Aosta.
VENETO: Belluno, Padova, Rovigo, Treviso, Venezia, Verona, Vicenza.

## Nel resto del mondo
Anche nel resto del mondo vi sono enti, associazioni, organizzazioni, che svolgono in tutto o in parte, a seconda delle ovvie diversità legislative e normative proprie di ogni Paese, le stesse funzioni. A solo titolo di esempio, non esaustivo, si citano:
1. Stati Uniti d'America (USA): American Nurses Association
2. Ontario (CAN): Registered Nurses' Association of Ontario
3. Svizzera (CH): Association suisse des infirmières et infirmiers (ASI)
4. Spagna (ES): Consejo General de Enfermería (CGE)
5. Romania (RO): Ordinul Asistențilori Medicali Generaliști, Moașelor și Asistenților Medicali din România (OAMR)
6. India (IND): Indian Nursing Council
7. Danimarca (DK): Danish Nurses' Organization
8. Nepal (NEP): Nursing Association of Nepal
9. Giappone (J): Japanese Nursing Association
10. Brazil (BR): Federal Nursing Council